# Муамер Зукорлић
Муамер Зукорлић (Орље, 15. фебруар 1970 — Нови Пазар, 6. новембар 2021) био је српски политичар, председник и главни муфтија Мешихата Исламске заједнице у Србији, универзитетски предавач и публициста. У периоду 2020—2021 обављао је функцију потпредседника Народне скупштине Републике Србије.

## Биографија

### Школовање
Рођен је у бошњачкој породици у селу Орље, близу Тутина. Основну школу је завршио у селу Рибариће код Тутина, а затим у Сарајеву Гази Хусрев-бегову медресу. У Константини у Алжиру је 1993. године завршио Исламски факултет, одсек шеријатско право а пост-дипломске студије у Либану.

### Каријера
Након оснивања Мешихата Исламске заједнице Санџака 1993. године, Зукорлић је изабран за муфтију те реизабран на изборима 1998. и 2003. године. Изабран је за председника и главног муфтију Мешихата Исламске заједнице у Србији 27. марта 2007. године. На ову функцију је поново изабран на изборима у јулу 2008. године.
Био је члан је Ријасета Исламске заједнице у Босни и Херцеговини као и оснивач и први главни и одговорни уредник Гласа ислама које се сматра званичним гласилом Исламске заједнице у Србији.
Он је био један од иницијатора оснивања Издавачке куће El Kelimeh и мектеба за предшколски и школски узраст. Оснивач је и први ректор Интернационалног универзитета у Новом Пазару и први декан Факултета за Исламске студије. Његова породица је учествовала у нелегалној градњи више објеката.
Кандидовао се за реису-л-улему Исламске заједнице Босне и Херцеговине током 2019. године и остварио је друго место током избора.
У Новом Пазару је подигао неколико зграда без дозволе за легализацију и илегално је дограђивао постојеће зграде.
Био је члан и оснивач Бошњачке академија наука и уметности (БАНУ). Оснивач је Свјетског бошњачког конгреса, Бошњачке националне фондације и Матице бошњачке.
Преминуо је након што му је позлило током предавања студентима. Зукорлићева породица је током априла 2022. изашла у јавност са тврдњама да је он отрован или храном или тешким металима.

### Политички ангажман
На првим директним изборима за Национални савет Бошњака који су одржани 6. јуна 2010. године . појединачно највећи број гласова (45—50%) је освојила Бошњачка културна заједница на чијем је челу муфтија Муамер Зукорлић Државни органи су донели одлуку о непризнавању права Бошњачкој културној заједници да самостално формира Национални савет јер није освојила укупну већину гласова.
Упркос овој одлуци Бошњачка културна заједница је прославила победу и извршила конституисање Бошњачког националног вијећа које је на седници одржаној 25. јула 2010. године усвојило декларацију којом се бошњачки народ проглашава конститутивним народом у Србији. Поводом негирања права Бошњачкој културној заједници да самостално формира Национални савет Зукорлић је 15. јуна 2010. дао следећу изјаву:
Играње Санџаком значи поигравање са овим делом Србије. Држава је као зграда у којој станари могу да се воле или не воле. Уколико већински станари одлуче да запале један стан, ризикују да се упали цела зграда. Зато се није играти са ватром. Или ће нам свима бити лепо, или ће ватре бити до врха. Само наша кућа горети неће.— Муамер Зукорлић, главни муфтија Мешихата Исламске заједнице у Србији
Мешихат Исламске заједнице у Србији је поводом фото-монтаже, на којој је главни муфтија Муамер Зукорлић приказан у православној свештеничкој одори, објављене у дневном листу Блиц затражио од уредништва и власника листа извињење и „симболичну надокнаду од 100 милиона евра“.
Функцију одборника у Скупштини града Новог Пазара обављао је у периоду 2016-2020.
Оптужен је за подизање међунационалних тензија, као и за то да је присталица зелене трансверзале.
На председничким изборима у Србији 2012. се кандидовао за председника као независни кандидат, а према коначним резултатима освојио је 1,39% гласова.

### Приватни живот
Имао је две супруге, које живе одвојено са својом децом — Умеја у стану, а Елма у кући у центру Новог Пазара. Отац му је Мехдија Зукорлић.
Имао је осморо деце и седморо унучади.

## Ставови
Током ТВ дуела у јуну 2020. Зукорлић је упоредио данак у крви са „слањем деце у Америку на студије”.
Зукорлић је 2020. године окривио хомосексуализам и ЛГБТ+ параде поноса за наводно ширење вируса који изазива Ковид 19.
У својим говорима и јавним наступа неретко је наступао агресивно спрам државе Србије. У једном говору тражио је права за Бошњаке у Србији и додатну позитивну дискриминацију и поредио свој захтев са начином како се Немци односе према Јеврејима.

## Дела
- Изолација криминала: темељ опстанка заједнице, 2012.[27]
- Древна Босна, 2016.[28]
- Ацадемиа, 2018.[29]